# Muzej moderne umetnosti, Rio de Janeiro
Muzej moderne umetnosti v Riu de Janeiru (portugalsko Museu de Arte Moderna do Rio de Janeiro, MAM) je muzej v severovzhodnem parku Flamengo v mestu Rio de Janeiro v Braziliji. Stoji v okrožju Centro, zahodno od letališča Santos Dumont, v zalivu Guanabara.

## Arhitektura
Park Flamengo je bil projekt urbanističnega načrtovanja na obali Ria pod vodstvom Roberta Burle Marxa (1909-1994) v 1950-ih in 1960-ih. Modernistična betonska muzejska stavba, ki jo je zasnoval Affonso Eduardo Reidy (1909-1964), je bila dokončana leta 1955. Muzejske znamenite modernistične vrtove je zasnoval Burle Marx.
Glavna stavba ima dramatično kadenco zunanjih stebričastih elementov, povezanih z vzdolžnimi tramovi, ki zagotavljajo nivo etaže brez notranjih stebrov ali strukturnih sten. Park je bil ustvarjen na odlagališču v zalivu, tako da podnožje stebrov sega 20 metrov navzdol.
Veliko zunanjo teraso uokvirjata vhodni fasadi glavne stavbe in gledališkega trakta. Severna fasada ima aluminijasta polkna za nadzor količine (nizke) naravne svetlobe, ki vstopa v galerijski prostor v času zimskega solsticija. Okna galerije so usmerjena proti severu in jugu.
Notranje dvorišče je tudi zasnoval Burle Marx. Širok spiralni element klančine doseže zgornjo raven s strešno teraso, restavracijo, barom in salonom s pogledom na zaliv Guanabara, Sladkorno glavo in druge granitne gorske formacije Ria.

## Obseg
Esej Affonsa Eduarda Reidyja o pomenu muzeja je izrazil:
»Kulturnega vpliva muzeja sodobne umetnosti ne črpajo le iz zbirke umetniških del in tamkajšnjih študijskih programov in konferenc, temveč predvsem ustvarjanja lastnega intelektualnega ozračja, v katerem naj umetnik bogati svoje delo. in ideje, v katerih lahko javnost absorbira umetniško kulturo, ki jo zahteva um sodobnega človeka.
Obseg muzeja je umetniški center in vključuje:
1. razstave — galerije za stalno zbirko in potujoče razstave.
2. šola umetnosti — s predavalnimi in ateljejskimi prostori.
3. gledališče — za koncerte, predstave, klasične balete, filmske razstave in konference.
4. dejavnosti — javne službe (jedilnice itd.), delavnice, skladišča zbirk, upravni uradi in knjigarna.

## Požar leta 1978
8. julija 1978 je hud požar, ki ga je povzročila cigareta ali električna okvara, uničil 90 % umetnin – vključno z umetninami Pabla Picassa (Kubistična glava in Portret Dore Maar), Mirója (Osebe v pokrajini), Salvadorja Dalíja (Jajce na krožniku, brez krožnika), Max Ernst, Paul Klee, Diego Rivera, René Magritte, Louis Van Lint, Ivan Serpa, David Alfaro Siqueiros, Manabu Mabe in drugi – in vsa umetniška dela, prikazana v veliki retrospektivi umetnika Joaquína Torres-García.